# کارانایائول
کارانایائول (به لاتین: Karanayaul) یک منطقهٔ مسکونی در روسیه است که در شهرستان کایاکنتسکی واقع شده‌است.